# David N. Keightley
David N. Keightley (London, 1932. október 25. – Oakland, Kalifornia, 2017. február 23.) amerikai sinológus, történész. (Kínai neve: pinjin hangsúlyjelekkel: Jí Déwěi; magyar népszerű: Csi Tö-vej; hagyományos kínai: 吉德煒; egyszerűsített kínai: 吉德炜.)

## Élete és munkássága
A londoni születésű Keightley egyetemi tanulmányait a New York-i Egyetemen végezte. 1962-ben kezdett kínai nyelvet tanulni a Columbia Egyetemen, ahol 1969-ben doktori fokozatot szerzett, a Public Work in Ancient China: A Study of Forced Labor in the Shang and Western Chou című disszertációjával. Jelenleg a Californiai Egyetem nyugalmazott professzora. Kutatási területe leginkább a kínai írás legelső emlékei, az úgy nevezett jóslócsont-feliratok tanulmányozása, amellyel kapcsolatban jó néhány alapvető könyv és cikk fűződik a nevéhez.

## Főbb művei
- "A Measure of Man in Early China: In Search of the Neolithic Inch"[halott link], Chinese Science, 12, 1995
- "The Religious Commitment: Shang Theology and the Genesis of Chinese Political Culture", History of Religions, Vol. 17, No. 3/4, (Feb. - May, 1978), pp. 211–225
- Sources of Shang History: The Oracle-Bone Inscriptions of Bronze Age China. Berkeley: University of California Press, 1978 ISBN 978-0-520-02969-9; 2d ed. and paperback, 1985. ISBN 978-0-520-05455-4
- The Origins of Chinese Civilization. Editors David N. Keightley, Noel Barnard, Berkeley: University of California Press, 1983. ISBN 978-0-520-04229-2
- The Ancestral Landscape: Time, Space, and Community in Late Shang China (ca. 1200-1045 B.C.) Berkeley: Institute of East Asian Studies, University of California at Berkeley, 2000. ISBN 978-1-55729-070-0
- "Clean Hands and Shining Helmets", Religion and the authority of the past, Editor Tobin Siebers, University of Michigan Press, 1993, ISBN 978-0-472-08259-9